# Crocidura harenna
Crocidura harenna — це білозубка, яка зустрічається лише в одному місці в горах Бейл на півдні Ефіопії. Вид зустрічається на площі менше десяти квадратних кілометрів і занесений до списку видів, що перебувають під загрозою зникнення, через втрату середовища проживання та обмежений ареал.